# Útěchovice
Útěchovice, bis 1919 Velké Outěchovice, (deutsch Groß Autiechowitz) ist eine Gemeinde in Tschechien. Sie liegt neun Kilometer nordwestlich von Pelhřimov und gehört zum Okres Pelhřimov.

## Geographie
Útěchovice befindet sich in einem rechten Seitental des Bořetický potok in der Böhmisch-Mährische Höhe. Nördlich liegt der Wald Račín, im Nordwesten erhebt sich die Hůrka (554 m).
Nachbarorte sind Bořetice und Mašovice im Norden, Milotičky im Nordosten, Bácovice im Osten, Bitětice und Pejškov im Südosten, Útěchovičky und Zahrádka im Südwesten sowie Přáslavice und Březina im Nordwesten.

## Geschichte
Die erste urkundliche Erwähnung des zur Herrschaft Řečice gehörenden Dorfes erfolgte im Jahre 1300. Bei der Teilung der Herrschaft kam das Dorf 1554 zu Pelhřimov.
Zum Zeitpunkt der Aufhebung der Patrimonialherrschaften gehörte Útěchovice Vilém Pistorius auf Hořepník. 1850 entstand die Gemeinde Velké Outěchovice, die 1919 ihren Namen in Útěchovice änderte. 1964 erfolgte die Eingemeindung von Mašovice, 1980 kamen noch Útěchovičky und Litohošť. Zum 1. Januar 1989 wurde das Dorf an Hořepník angeschlossen und seit dem 24. November 1990 ist es wieder selbständig.

## Gemeindegliederung
Für die Gemeinde Útěchovice sind keine Ortsteile ausgewiesen.

## Sehenswürdigkeiten
- Historischer Speicher